# Taubenturm Manoir de Vaujoyeux

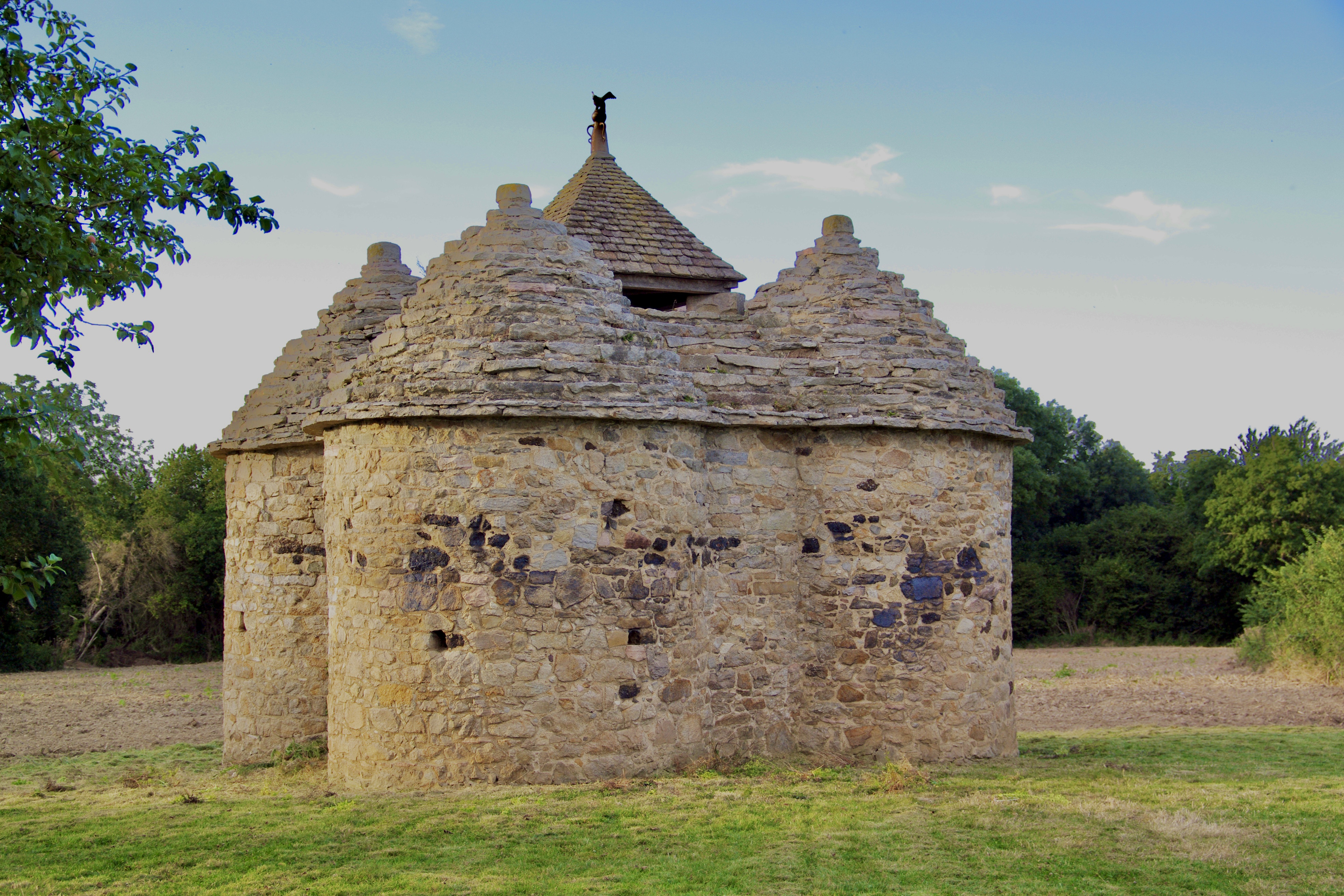
Taubenturm in Planguenoual

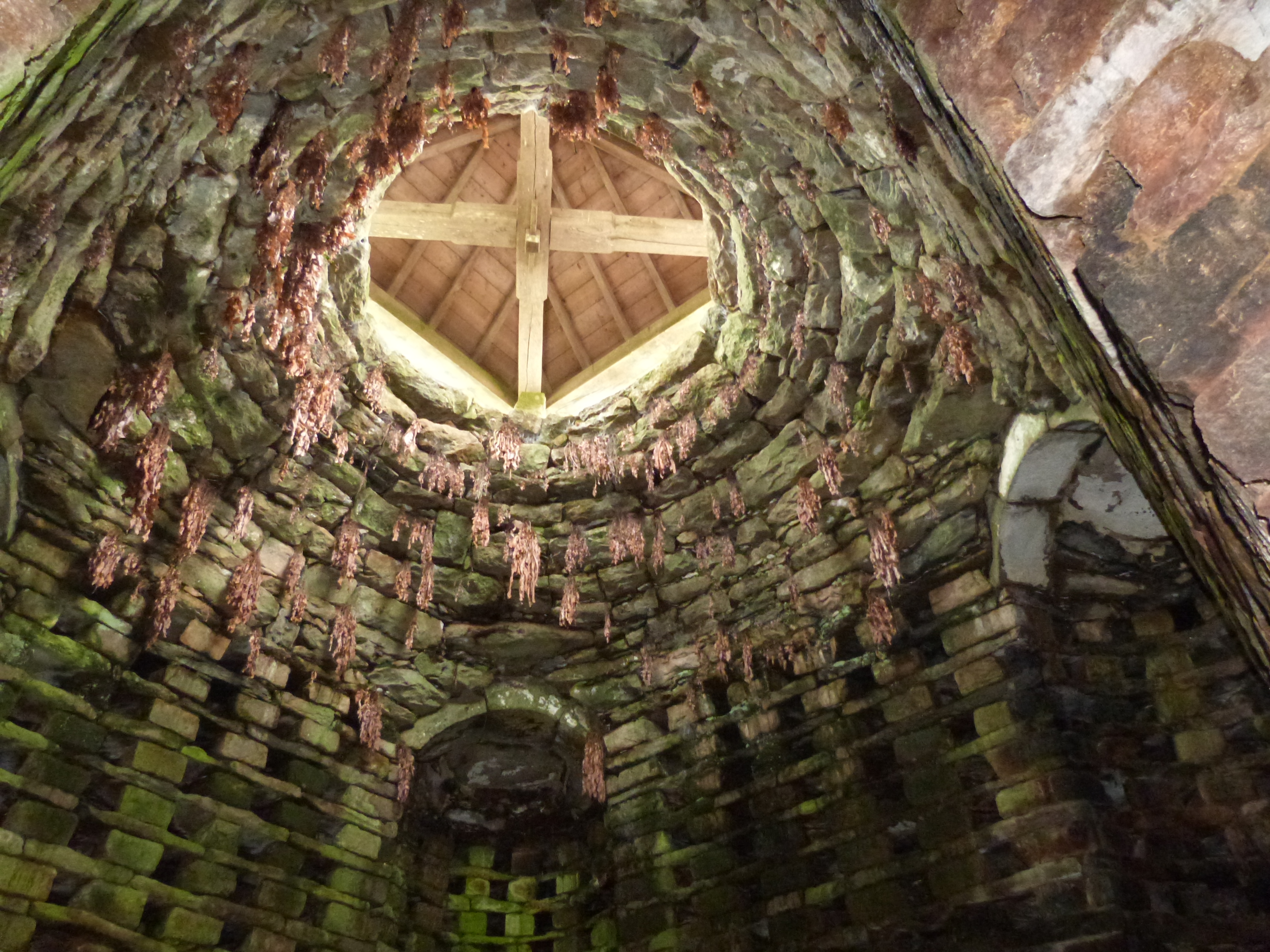
Innenansicht

Der Taubenturm (französisch colombier oder pigeonnier) des Manoir de Vaujoyeux in Planguenoual, einer ehemaligen französischen Gemeinde im Département Côtes-d’Armor in der Region Bretagne, ist das einzige Gebäude des ehemaligen Manoir, das heute noch existiert. Der Taubenturm, der sich circa 500 Meter westlich des Ortes befindet, steht seit 1982 als Monument historique auf der Liste der Baudenkmäler in Frankreich. Der Taubenturm wird 1510 erstmals in einer Verkaufsurkunde genannt.
Das Gebäude aus Hausteinmauerwerk mit dem ungewöhnlichen Grundriss eines Vierpasses wird von Steindächern bedeckt und in der Mitte dieser vier Rundtürme von einem Pyramidendach, in dem sich der Zugang für die Tauben befindet, überragt.